# Josip Broz Tito
Josip Broz (en serbocroata cirilizado: Јосип Броз; Kumrovec, 7 de mayo de 1892-Liubliana, 4 de mayo de 1980), llamado Tito (Тито) y conocido como el mariscal Tito por su rango militar, fue un político, militar comunista y presidente de Yugoslavia desde el final de la Segunda Guerra Mundial hasta su muerte a los ochenta y siete años.
Tito fue el principal arquitecto de la segunda Yugoslavia, una federación socialista que duró desde la Segunda Guerra Mundial hasta 1992. A pesar de ser uno de los fundadores del Kominform, fue también el primero en desafiar la hegemonía soviética. Fue partidario de la vía al socialismo independiente (a veces denominado «titoísmo»), y uno de los principales fundadores y promotores del Movimiento de Países No Alineados, así como su primer secretario general. Como tal, apoyó la política de no alineamiento entre los dos bloques hostiles en la Guerra Fría. Desde 1974 gobernó como presidente vitalicio de Yugoslavia hasta su muerte en el año 1980.

## Primeros años
Josip Broz Tito nació el 7 de mayo de 1892 en Kumrovec, en la actual Croacia y por entonces parte del Imperio austrohúngaro, en un área llamada Zagorje. Fue el séptimo hijo de Franjo Brozovic y Marija Javeršek. Su padre era croata, mientras que su madre era eslovena. Su familia era campesina, pero no de las más pobres del lugar. Después de pasar sus primeros años con su abuela materna en Podsreda (actualmente Eslovenia), entró en la escuela de primaria de Kumrovec, la cual dejó en 1905. Recibió escasa educación formal.
En 1907, fuera del ambiente rural, empezó a trabajar como aprendiz de cerrajero en la ciudad de Sisak. Allí comenzó a interesarse por el movimiento obrero y participó por primera vez del Día Internacional de los Trabajadores el 1 de mayo del mismo año. En 1910, se hizo miembro de la Unión de Trabajadores de la Metalurgia y el Partido Socialdemócrata de Croacia y Eslovenia. Entre 1911 y 1913, Broz trabajó por breves periodos en Kamnik, Eslovenia, Cenkovo y Bohemia para luego pasar a Alemania (Múnich y Mannheim), donde trabajó para la fábrica de automóviles Benz. Más tarde fue a Viena, Austria, donde trabajó en la Daimler. En todos estos trabajos demostró interés por el mundo sindical, acudiendo a manifestaciones y formando parte de huelgas por los derechos de los trabajadores. En 1913 fue reclutado por el Ejército austrohúngaro y alcanzó el grado de sargento mayor. Tras el estallido de la Primera Guerra Mundial fue enviado a Ruma. Lo arrestaron en la prisión de Petrovaradin por realizar propaganda contra la guerra. A finales de 1914 combatió en el frente serbio. En 1915 es destinado a Galitzia, en la Europa central, para luchar contra Rusia. Estando en Bukovina un proyectil de un obús le hirió el omóplato en marzo de ese año.
En abril el Ejército zarista ruso capturó a todo su batallón. Broz pasó unos meses en un hospital a causa de su herida y luego fue trasladado a un campo de trabajo en los montes Urales. Organizó manifestaciones entre los prisioneros de guerra, lo que le valió volver a ser arrestado. Logró escapar justo antes del estallido de la revolución de octubre y se alistó al Ejército Rojo en Omsk, Siberia aunque no participó en la revolución.
En 1919 ingresó en el Partido Obrero Socialdemócrata Ruso, que más tarde se transformaría en el Partido Comunista de la Unión Soviética. En 1920 regresó a la nueva Yugoslavia, casado con una ciudadana rusa. Durante los cuatro años siguientes trabajó como gerente de una fábrica de harinas en Croacia y se afilió al partido comunista yugoslavo. En 1924 fue elegido para un cargo del Partido Comunista Yugoslavo, ilegalizado desde 1921.
En los siguientes años Tito organizó distintas manifestaciones y tuvo importante participación política, lo que le costó estar en la cárcel desde 1928 a 1934, tras haber sido denunciado por un informante de la Policía. Tras ser liberado en 1934, infringió de inmediato la orden de permanecer recluido en su localidad natal y volvió a ser buscado por la Policía. De sus muchos sobrenombres como activista, "Tito" resultó ser el definitivo; participó en el congreso del partido en Viena en 1934. Exiliado en Austria, en esta época trabajó como enlace entre el comité central del partido y sus camaradas en Yugoslavia, cruzando a menudo la frontera de manera ilegal. Viajó a Moscú para informar sobre el partido al comintern y más tarde por Europa occidental con misiones para el partido.
En 1936, cuando se encontraba en París, colaboró con la oficina de reclutamiento para las Brigadas Internacionales que apoyaron a la Segunda República Española durante la Guerra Civil. Ese año envió un informe negativo al servicio de inteligencia soviético, el NKVD, sobre el secretario general del Partido Comunista de Yugoslavia, Milan Gorkic, a quien acusó de traidor y trotskista, y que un año después fue ejecutado en Moscú.
En 1940 fue nombrado secretario general del Partido Comunista yugoslavo y regresó a Zagreb. En este periodo apoyó la política del Komintern de Stalin, criticando el fascismo en Italia y el nazismo en Alemania.

## Segunda Guerra Mundial

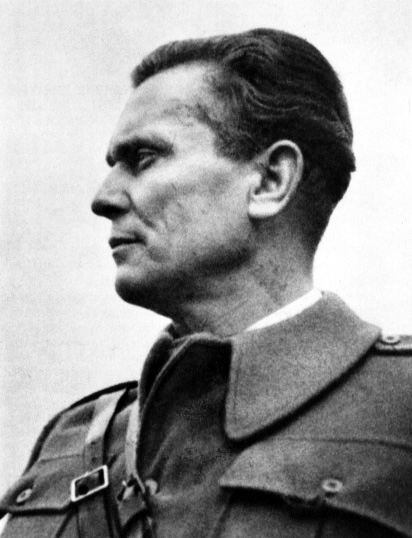
Tito en Bihać (1942).

Después de que Yugoslavia fuera invadida por las fuerzas del Eje en abril de 1941, los comunistas fueron de los primeros y de los más radicales en organizar un movimiento de resistencia. Tito se hallaba en Zagreb y se trasladó el 8 de abril de 1941 a Belgrado con documentación falsa. El 10 de abril, el Politburó del Partido Comunista de Yugoslavia se reunió en la capital y decidió comenzar la resistencia, nombrando a Tito como jefe del Comité Militar del PCY poco después (27 de junio de 1941). El mismo día del ataque alemán a la Unión Soviética el Comintern solicitó ayuda para defender la URSS a todos los partidos comunistas, dando prioridad a la guerra frente a la revolución.
El 22 de junio del mismo año, un grupo de 49 hombres atacó un tren militar alemán cerca de Sisak; así empezaron los primeros alzamientos antifascistas en la Yugoslavia ocupada por los nazis.
El 4 de julio, Tito realizó una llamada pública para la resistencia armada en contra de la ocupación nazi-fascista. Como el comandante supremo del Ejército Popular de Liberación y Separación Partisana de Yugoslavia, los partisanos fueron protagonistas de una gran campaña de guerrillas y comenzaron a liberar partes del territorio. El propio Tito se trasladó al campo con las tropas partisanas partiendo de la capital el 18 de septiembre de 1941, haciéndose pasar por alemán.
En los territorios liberados, los partisanos organizaron comités populares para que actuasen como gobiernos civiles que en diversas ocasiones ejecutaron arbitrariamente a opositores. Tito fue el más importante líder del Consejo Antifascista de Liberación Nacional de Yugoslavia (AVNOJ), el cual fue convocado en Bihać el 26 de noviembre de 1942 y en Jajce el 29 de noviembre de 1943. En estas dos sesiones se establecieron las bases de la organización posterior a la guerra dentro del país, concibiéndolo como una federación (república confederal) y nombrando a Tito como mariscal de Yugoslavia, primer ministro y ministro de Defensa. El 4 de diciembre de 1943, mientras la mayoría del país estaba aún ocupado por el Eje, Tito proclamó un Gobierno democrático provisional.
Como líder de la resistencia, Tito fue el principal blanco de las fuerzas del Eje en la ocupación yugoslava. Los alemanes estuvieron muy cerca de capturar y matar a Tito al menos en tres ocasiones: en 1943 durante la ofensiva Fall Weiss y en la operación subsiguiente, la ofensiva Schwarz, en la que fue herido el 9 de junio de 1943. El 25 de mayo de 1944, Tito apenas logró evadir a los alemanes después de la Operación Rösselsprung fuera de su cuartel general en Drvar. El 3 de junio de 1944 fue temporalmente evacuado a Bari, pasando pronto a la isla de Vis.
Durante los primeros tiempos de la Segunda Guerra Mundial, las actividades partisanas no fueron directamente apoyadas por los aliados occidentales. Estos, en un primer momento, prefirieron apoyar a las fuerzas chetniks -leales a la monarquía serbia- dirigidas por Draža Mihajlović, ya que eran de orientación contraria al comunismo. La identidad de Tito permaneció desconocida para los aliados occidentales y para el propio gobierno yugoslavo en el exilio hasta finales de 1942, creyéndose al comienzo que se trataba de un agente soviético.
Sin embargo, después de que los aliados comprobasen el doble juego de los chetniks y tras las conferencias de Teherán y Yalta en 1943, los partisanos fueron apoyados directamente por bombardeos aliados, con el brigadista Fitzroy Maclean desempeñando un papel significativo en las misiones de enlace. La Fuerza Aérea de los Balcanes fue formada en junio de 1944 para controlar las operaciones que iban dirigidas principalmente a ayudar a sus fuerzas. Debido a los cercanos lazos con Stalin, Tito con frecuencia tuvo discusiones con los oficiales estadounidenses y británicos. En 1944 recibió presiones de británicos e, indirectamente, de soviéticos para alcanzar un acuerdo con el gobierno yugoslavo en el exilio para formar un nuevo gobierno de unidad, ante la pronta evacuación del Eje de la mayoría de Yugoslavia. Tito trató de alargar las negociaciones para realizarlas desde una posición de mayor fuerza, controlando la capital.
El 29 de septiembre de 1944 firmó un acuerdo con los soviéticos para la coordinación del ataque hacia la capital, que comenzó el 1 de octubre de 1944, mientras aún se encontraba en Moscú. La capital fue tomada el 20 de octubre y Tito participó en el desfile de la victoria una semana después.
El 5 de abril de 1945 Tito firmó un acuerdo con la Unión Soviética permitiendo la "entrada temporal de tropas soviéticas en el territorio yugoslavo". Ayudado por el Ejército Rojo, los partisanos ganaron la guerra contra los ejércitos nazis en 1945. En medios comunistas, la Guerra por la Liberación de Yugoslavia es considerada, junto a la guerrilla albanesa encabezada por Enver Hoxha, una de las dos victorias de la Segunda Guerra Mundial logradas por fuerzas de guerrillas locales, aunque con una mínima ayuda externa.
Todas las fuerzas extranjeras fueron expulsadas de territorio yugoslavo después de haber finalizado el periodo de hostilidad en Europa.

## Posguerra

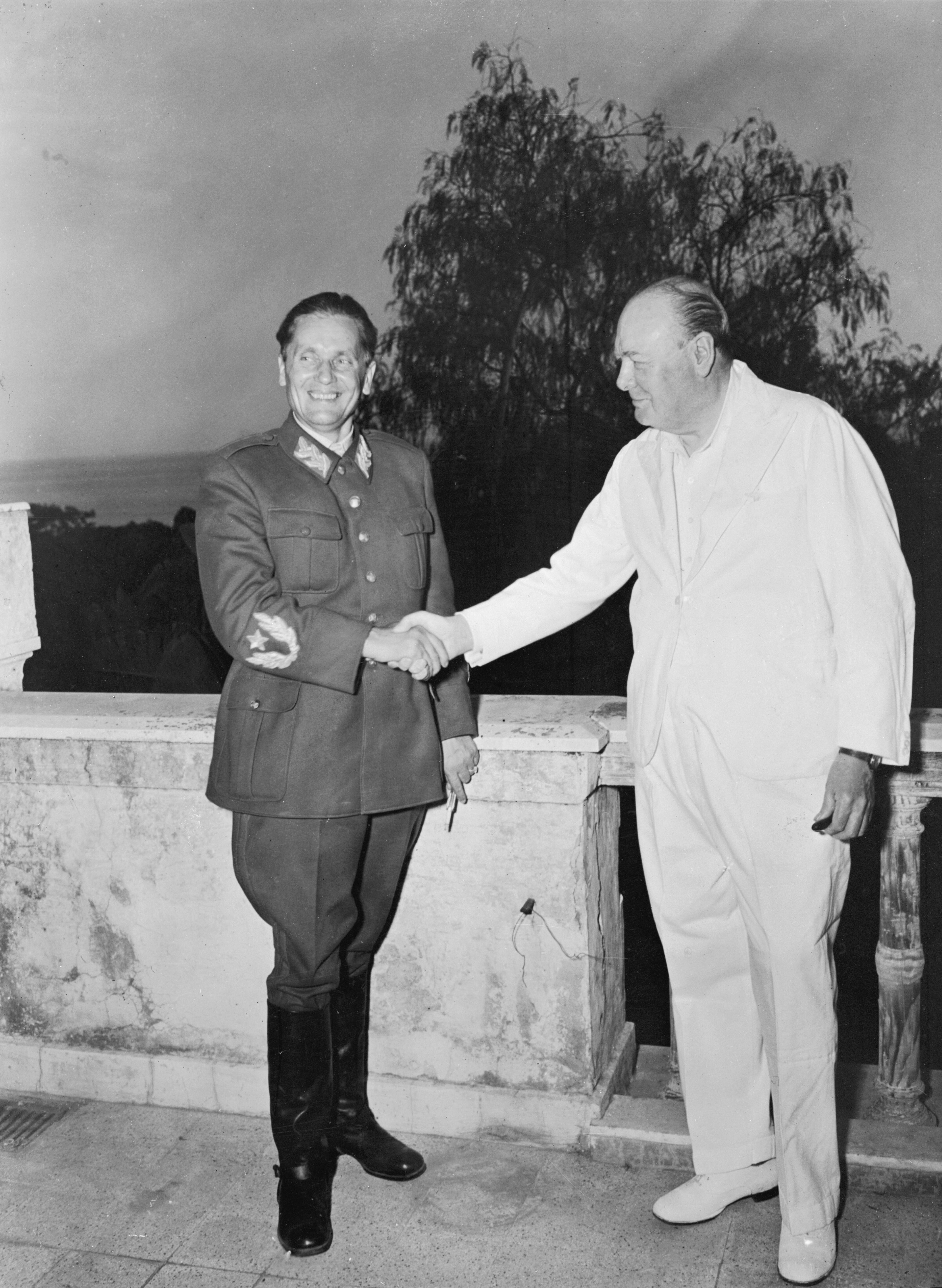
Josip Broz Tito y Winston Churchill en 1944 en Nápoles.

El 7 de marzo de 1945, el Gobierno provisional de la Yugoslavia Federal Democrática (Demokratska Federativna Jugoslavija) se reunió en Belgrado, por Josip Broz Tito mientras que el nombre provisional permitido tanto en la que era o república o monarquía. Este gobierno fue dirigido por Tito como primer ministro provisional de Yugoslavia e integrada por representantes del gobierno monárquico en el exilio, entre otros Ivan Šubašić. Según el acuerdo entre los líderes de la resistencia y gobierno en el exilio, las elecciones de la posguerra se llevaron a cabo para determinar la forma de gobierno. En noviembre de 1945, los republicanos de Tito del Frente Popular, liderados por el Partido Comunista de Yugoslavia, ganaron las elecciones con una abrumadora mayoría, bajo la acusación monárquica de que la votación había sido boicoteada. Durante el período, Tito, evidentemente, con un apoyo popular masivo, debido por ser conocido por la población como el libertador de Yugoslavia. El gobierno yugoslavo en el período inmediatamente posterior a la guerra logró unir a un país que había sido gravemente afectados por trastornos ultra-nacionalistas y devastación de la guerra, mientras que con éxito consiguió la supresión de los sentimientos nacionalistas de las distintas naciones a favor de la tolerancia, y el objetivo común de Yugoslavia. Después de la victoria electoral abrumadora, Tito fue confirmado como primer ministro y el ministro de Relaciones Exteriores de la República Democrática Federal de Yugoslavia. El país pasó a llamarse en breve la República Federal Popular de Yugoslavia (más tarde, finalmente, pasaría a denominarse República Federativa Socialista de Yugoslavia). El 29 de noviembre de 1945, el rey Pedro II fue depuesto oficialmente por la Asamblea Constituyente Yugoslava. La Asamblea redactó una nueva constitución republicana poco después.
Yugoslavia organizó el Ejército Popular Yugoslavo, que se convirtió en el cuarto ejército más fuerte de Europa en ese momento. La Administración de Seguridad del Estado se formó como la nueva policía secreta, junto con la agencia de seguridad y el Departamento de Seguridad Popular. Las tareas de la inteligencia yugoslava eran la de fusilar a los colaboradores de los nazis, esto incluía clérigos católicos debido a la supuesta participación de miembros del clero católico de Croacia con el régimen Ustaše, según la versión de los partidarios del régimen de Tito. Draža Mihajlović fue declarado culpable de colaboración, alta traición y crímenes de guerra y fue ejecutado por un pelotón de fusilamiento en julio de 1946.
El primer ministro Josip Broz Tito se reunió con el presidente de la Conferencia Episcopal de Yugoslavia, Aloysius Stepinac, el 4 de junio de 1945, dos días después de su salida de prisión. Los dos no pudieron llegar a un acuerdo sobre el estado de la Iglesia católica. Bajo el liderazgo de Stepinac, la Conferencia Episcopal hizo pública una carta condenando supuestos crímenes de guerra partisana en septiembre de 1945. Al año siguiente, Stepinac fue arrestado y llevado a juicio. En octubre de 1946, la Santa Sede excomulgó a Tito y el gobierno yugoslavo por condenar a Stepinac a 16 años de cárcel por cargos de ayudar a terroristas y de apoyar a Ustaše y conversiones forzadas de los serbios al catolicismo. Stepinac recibió un trato preferencial en reconocimiento de su condición y la sentencia se redujo pronto y al final se redujo a arresto domiciliario, con la opción de la emigración abierta al arzobispo. Debido a esto Yugoslavia fue uno de los países con más religión del Bloque del Este.
En los primeros años después de la guerra, Tito era considerado ampliamente como un líder comunista muy leal a Moscú, de hecho, él fue visto a menudo como la mano derecha de Stalin en el Bloque del Este. Las fuerzas yugoslavas derribaron aviones estadounidenses sobrevolando el territorio yugoslavo, y las relaciones con Occidente fueron tensas. Sin embargo, la alianza entre Stalin y Tito fue difícil desde el principio, teniendo en cuenta que Tito era demasiado independiente respecto del gobierno soviético.

## Presidente de Yugoslavia

### Ruptura Tito-Stalin

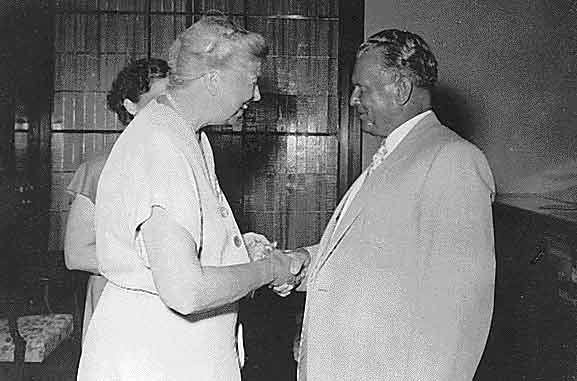
Josip Broz Tito saludando a Eleanor Roosevelt durante la visita de la ex primera dama de los Estados Unidos a las islas Brioni en 1953.

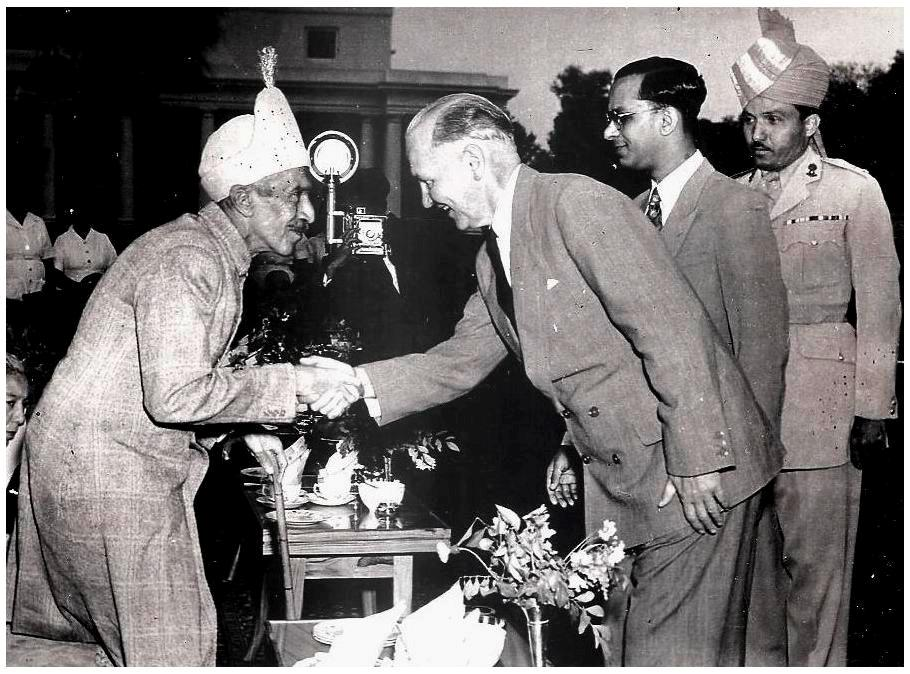
Tito con el séptimo nizam de Hyderabad (estado)

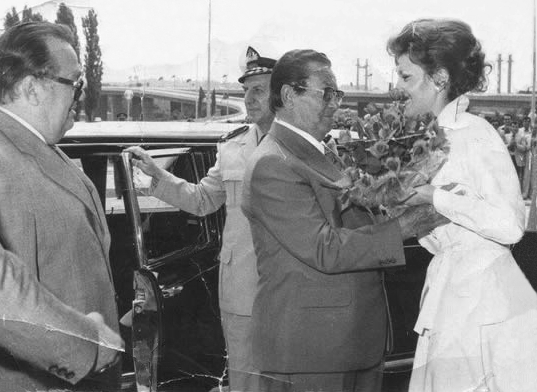
Josip Broz Tito durante una visita a Belgrado en la década de 1970.

A diferencia de los demás países del campo socialista europeo, Yugoslavia se liberó de las fuerzas del Eje con el apoyo directo limitado del Ejército Rojo. El papel de Tito en la liberación de Yugoslavia no solo le proporcionaron un gran poder en el partido y en el pueblo yugoslavo, sino que se le proporcionó apoyo soviético para la liberación de otros países del control del Eje. Aunque Tito era un aliado formal de Stalin, el gobierno soviético envió a varios espías al partido, esto debilitaría la alianza.
Después de la Segunda Guerra Mundial, hubo varios conflictos militares entre Yugoslavia y los Aliados occidentales, eso se debía a que Yugoslavia había ocupado el territorio italiano de Istria después de la guerra, ocupando así las ciudades de Zadar y Rijeka. Algunos dirigentes yugoslavos también querían incorporar Trieste en el país, pero esa petición fue rechazada por los aliados occidentales. Esto dio lugar a varios incidentes militares, sobre todo de aviones militares yugoslavos sobre medios de transporte estadounidenses, provocando duras críticas occidentales a Yugoslavia. Al menos entre 1945 y 1948, cuatro aviones estadounidenses fueron derribados. Stalin se opuso a estas provocaciones, ya que pensaba que la URSS no estaba preparada para una guerra abierta con Occidente tan pronto después de la guerra y las pérdidas. Además, Tito apoyaba abiertamente el lado comunista de la guerra civil griega, mientras que Stalin se mantenía a distancia, ya que había acordado con Churchill no promover los intereses soviéticos allí. En 1948, entusiasmado por crear una economía fuerte e independiente, Tito creó su plan de desarrollo económico, independiente al de Moscú, esto provocó una escalada diplomática seguida de un intercambio de cartas amargas, en las que Tito afirmó:

Estudiamos y tomamos como ejemplo el sistema soviético, pero estamos desarrollando el socialismo en nuestro país de formas algo diferentes (...) Por mucho que cada uno de nosotros ame la tierra del socialismo, la URSS, no puede amar menos a su país.

La respuesta soviética, que llegó el 4 de mayo, amonestó a Tito y al Partido Comunista de Yugoslavia, por negarse a ingresar y corregir sus errores, de paso le acusaron por ser demasiado orgulloso con su éxito contra los alemanes, alegando que el Ejército Rojo los había salvado de la destrucción. La respuesta de Tito, el 17 de mayo sugirió que el asunto fuese resuelto en la segunda reunión del Kominform, que se celebraría en junio del mismo año. Sin embargo, Tito no asistió a la reunión temiendo que Yugoslavia fuese abiertamente atacada. En este punto la crisis aumentó hasta casi devenir en un conflicto militar, ya que las fuerzas soviéticas se concentraban en el norte de la frontera yugoslava. La expulsión de Yugoslavia del Kominform, hizo que Yugoslavia no pudiese asistir a asociaciones internacionales de los países socialistas. En varias ocasiones los países del Bloque del Este sometieron a purgas a los presuntos titoístas. Stalin intentó tomar el tema personalmente, mandó varias veces, sin éxito, sicarios para asesinar a Tito. En una carta Tito escribió abiertamente:

Deje de enviar personas a matarme, ya hemos capturado a cinco, uno de ellos con una bomba, y otro con un rifle (...) Si no deja de enviarme asesinos, enviaré uno a Moscú y no tendré que enviar un segundo.

Sin embargo, Tito utilizó el alejamiento con la Unión Soviética para hacer acercamientos con Estados Unidos a través del Plan Marshall y también para conseguir ayuda con estos mismos planes, así como la participación en el Movimiento de Países No Alineados, en la que se le aseguró a Yugoslavia una posición de liderazgo. El evento no fue importante solo para Yugoslavia, sino que lo fue para todo el desarrollo mundial del socialismo, ya que fue la primera escisión importante. Eso se debió a que Tito fue el primer y único líder socialista con éxito en desafiar el liderazgo de Stalin en el Kominform. Esta ruptura con la URSS trajo mucho reconocimiento internacional a Tito. En Moscú, la forma comunista de gobierno de Tito, fue calificada como "titoísmo", algo que alentó las purgas contra los titoístas en todo el Bloque del Este.
Como resultado de la ruptura con la URSS, el gobierno yugoslavo estableció un campo de prisioneros en las islas croatas de Goli Otok y Sveti Grgur, para encerrar a los enemigos de Tito y del régimen yugoslavo. En 1949 la isla estaba hecha de una alta seguridad y poseía cárceles y campos de trabajo de alto secreto. Hasta 1956 fue utilizada para encarcelar presos políticos. No eran encarcelados solo presuntos estalinistas, sino que también miembros del Partido Comunista e incluso ciudadanos acusados por exhibir algún tipo de simpatía por la Unión Soviética. Hay muchos relatos de testigos de la brutalidad con la que los guardias de las celdas, los funcionarios y en general, los empleados trataban a los prisioneros.[cita requerida]
El 26 de junio de 1950, la Asamblea Nacional apoyó un proyecto de ley fundamental escrito por Tito y Milovan Đilas sobre autogestión, un nuevo tipo de socialismo que experimentó un reparto de beneficios con los trabajadores de las empresas estatales. El 13 de enero de 1953 hicieron que la ley de autogestión fuese la base de todo el orden social de Yugoslavia. Tito también tuvo éxito sobre Ivan Ribar alcanzando la presidencia de Yugoslavia el 14 de enero de 1953. Después de la muerte de Stalin, Tito rechazó la invitación a la URSS para discutir la normalización de las relaciones entre ambas naciones. Nikita Jrushchov y Nikolái Bulganin visitaron a Tito en Belgrado, en 1955, y se disculparon por las malas acciones ocurridas durante la administración de Stalin. Tito visitó la URSS en 1956, esto señaló al mundo que la animosidad entre Yugoslavia y la URSS se estaba aliviando. Sin embargo, las relaciones entre la URSS y Yugoslavia volvieron a decaer a finales de 1960. Al comentar sobre la crisis, Tito llegó a la conclusión de que:

Por decir lo menor, fue una actitud desleal, no objetiva hacia nuestro partido y país. Es la consecuencia de un engaño terrible que ha sido ampliado en dimensiones monstruosas para destruir la reputación de nuestro partido y de su liderazgo, para llevarse la gloria y lucha del pueblo yugoslavo. Para pisotear todo lo grande que ha logrado nuestra nación con grandes sacrificios y pérdidas de sangre, con el fin de romper la unión de nuestro partido, que representa una garantía para el éxito del desarrollo del socialismo en nuestro país y para el establecimiento de la felicidad de nuestro pueblo.

Entre 1952 y finales de la década de 1970, el crecimiento medio del PIB en Yugoslavia fue de alrededor del 6 %, más que en la Unión Soviética o en los países de Europa Occidental.

### La Yugoslavia no alineada

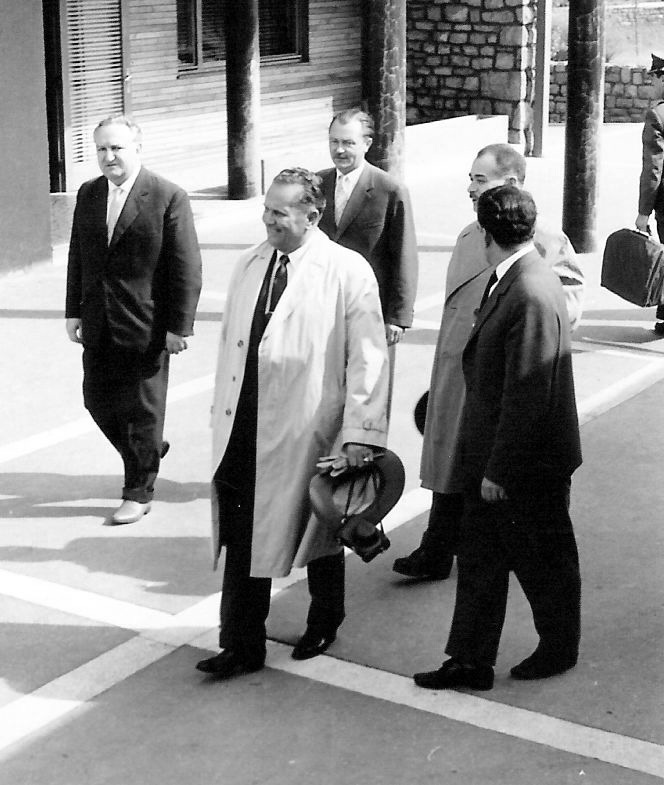
Josip Broz Tito visitando su lugar de nacimiento en Kumrovec (1961).

Bajo el liderazgo de Tito, Yugoslavia se convirtió en el miembro fundador del Movimiento de Países No Alineados. En 1961, Tito fue el cofundador del movimiento junto con Gamal Abdel Nasser de Egipto, Sri Pandit Jawaharlal Nehru de la India, Achmed Sukarno de Indonesia, y Kwame Nkrumah de Ghana, en una operación llamada la Iniciativa de los Cinco, haciendo así que Yugoslavia estableciese lazos fuertes con los países del Tercer Mundo. Este movimiento hizo mucho para mejorar la posición diplomática de Yugoslavia. El 1 de septiembre de 1961, Josip Broz Tito se convirtió en el primer secretario general del Movimiento de Países No Alineados.
El 7 de abril de 1963, el país cambió su nombre oficial a República Federal Socialista de Yugoslavia. Reformas impulsadas en gran medida por las empresas privadas suavizaron las restricciones a la libertad de expresión y la expresión religiosa. Tito realizó posteriormente un viaje a América. En Chile dos ministros del gobierno dimitieron por su visita al país. Tito habló ante la Asamblea General de las Naciones Unidas en Nueva York, con su visita protestó por los emigrantes croatas y serbios. El senador de los Estados Unidos Thomas J. Dodd dijo posteriormente que Tito tenía "las manos ensangrentadas".
En 1966, un acuerdo con la Santa Sede generado por la muerte de Aloysius Stepinac en 1960 y las decisiones del Concilio Vaticano II, fue firmado de acuerdo a una libertad para la Iglesia Católica Yugoslava, sobre todo para enseñar el catequismo y seminarios abiertos. El acuerdo también alivió las tensiones, que había impedido el nombramiento de nuevos obispos en Yugoslavia desde 1945. El nuevo socialismo de Tito enfrentó la oposición de los comunistas tradicionales a la religión, que culminaron en una conspiración dirigida por Aleksandar Ranković. En ese mismo año Tito declaró que los comunistas a partir de ese momento debían trazar curso de Yugoslavia por sus fuertes argumentos, lo que implicaba una concesión de la libertad de expresión y un abandono de la dictadura. La Agencia de Seguridad del Estado vio su poder reducido y a su personal reducido a 5000 empleados.
El 1 de enero de 1967, Yugoslavia se convirtió en el primer país comunista en abrir sus fronteras a todos los visitantes extranjeros y abolir la exigencia de visado. En el mismo año, Tito promocionó una solución pacífica al conflicto árabe-israelí. Su plan era que los árabes reconociesen el Estado de Israel a cambio de territorios que Israel ganó.
En 1968, Tito le ofreció al primer secretario del Comité Central del Partido Comunista checoslovaco, Alexander Dubček, si quería que él mismo viajase a Praga en tres horas y le ayudase a hacer frente a los soviéticos. Tito relevó a generales como Ivan Gošnjak y Rade Hamović como consecuencia de la invasión a Checoslovaquia, debido a la falta de preparación del ejército yugoslavo para responder a una invasión similar a Yugoslavia.
En 1971, fue elegido presidente de Yugoslavia por sexta vez. En su discurso ante la Asamblea Federal presenta 20 enmiendas constitucionales radicales que proporcionaría un marco actualizado en el que el país estaría basado. Las modificaciones introducidas por una presidencia colectiva, un organismo de 22 miembros integrado por representantes elegidos de seis repúblicas y dos provincias autónomas. El organismo tendría un presidente único de la presidencia del país y la presidencia rotaría entre las seis repúblicas. Cuando la Asamblea Federal no está de acuerdo sobre la legislación, la presidencia colectiva tendría el poder para gobernar por decreto. Las enmiendas también prevén un gabinete más fuerte con un poder considerable para iniciar y proseguir una legislatura independientemente del Partido Comunista. Džemal Bijedić fue elegido como el primer ministro. Las nuevas enmiendas estaban encaminadas a descentralizar el país mediante la concesión de mayor autonomía a las repúblicas y provincias. El gobierno federal conservaría la única autoridad sobre los asuntos exteriores, defensa, seguridad interna, asuntos monetarios, el libre comercio dentro de Yugoslavia, y préstamos para el desarrollo de las regiones más pobres. El control de la educación, la sanidad y la vivienda sería ejercido en su totalidad por los gobiernos de las repúblicas y las provincias autónomas.
La mayor fortaleza de Tito, a los ojos de los comunistas occidentales, había estado en reprimir insurrecciones nacionalistas y mantener la unidad en todo el país. Esta capacidad fue puesto a prueba varias veces durante su presidencia, sobre todo durante la llamada Primavera Croata cuando el gobierno tuvo que reprimir tanto las manifestaciones públicas como las opiniones disidentes dentro del Partido Comunista. A pesar de esta supresión, la mayor parte de las demandas se hicieron realidad después con la nueva Constitución, fuertemente respaldado por el propio Tito contra la oposición de la rama de la parte serbia.
El 16 de mayo de 1974, la nueva Constitución fue aprobada, y Josip Broz Tito fue nombrado presidente vitalicio.

### Política exterior

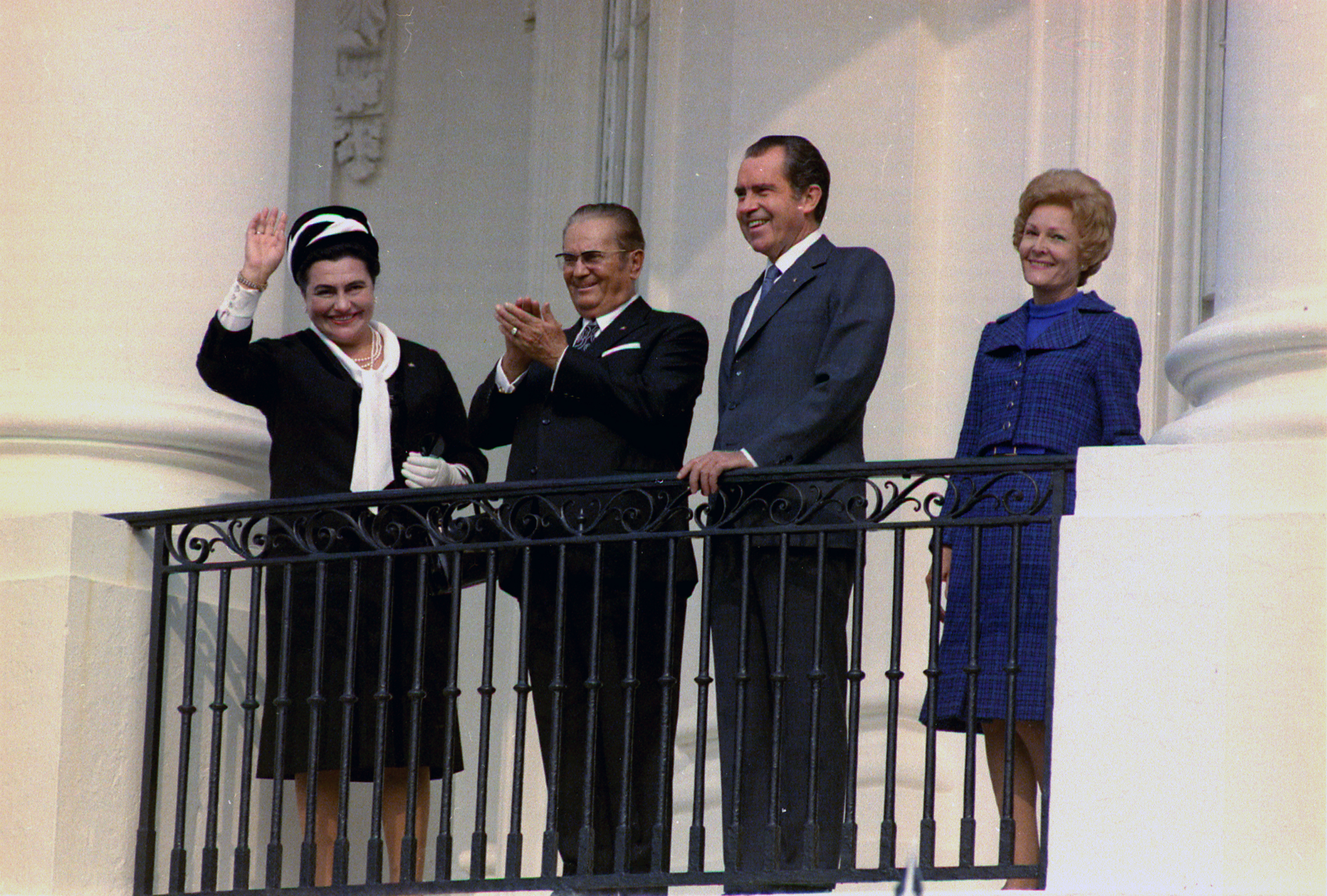
De izquierda a derecha: Jovanka Broz, Tito, Richard Nixon y Pat Nixon en la Casa Blanca (1971).

Tito se caracterizó por una política exterior de neutralidad durante la Guerra Fría y el establecimiento de estrechos vínculos con los países en desarrollo. La firme convicción de Tito en la libre determinación causó ruptura temprana con Stalin y, en consecuencia, el Bloque del Este. Sus discursos públicos reiterado a menudo que la política de neutralidad y cooperación con todos los países sería natural, siempre y cuando estos países no utilizan su influencia para presionar a Yugoslavia a tomar partido. Las relaciones con los Estados Unidos y las naciones de Europa occidental y la Unión Europea fueron en general cordiales.

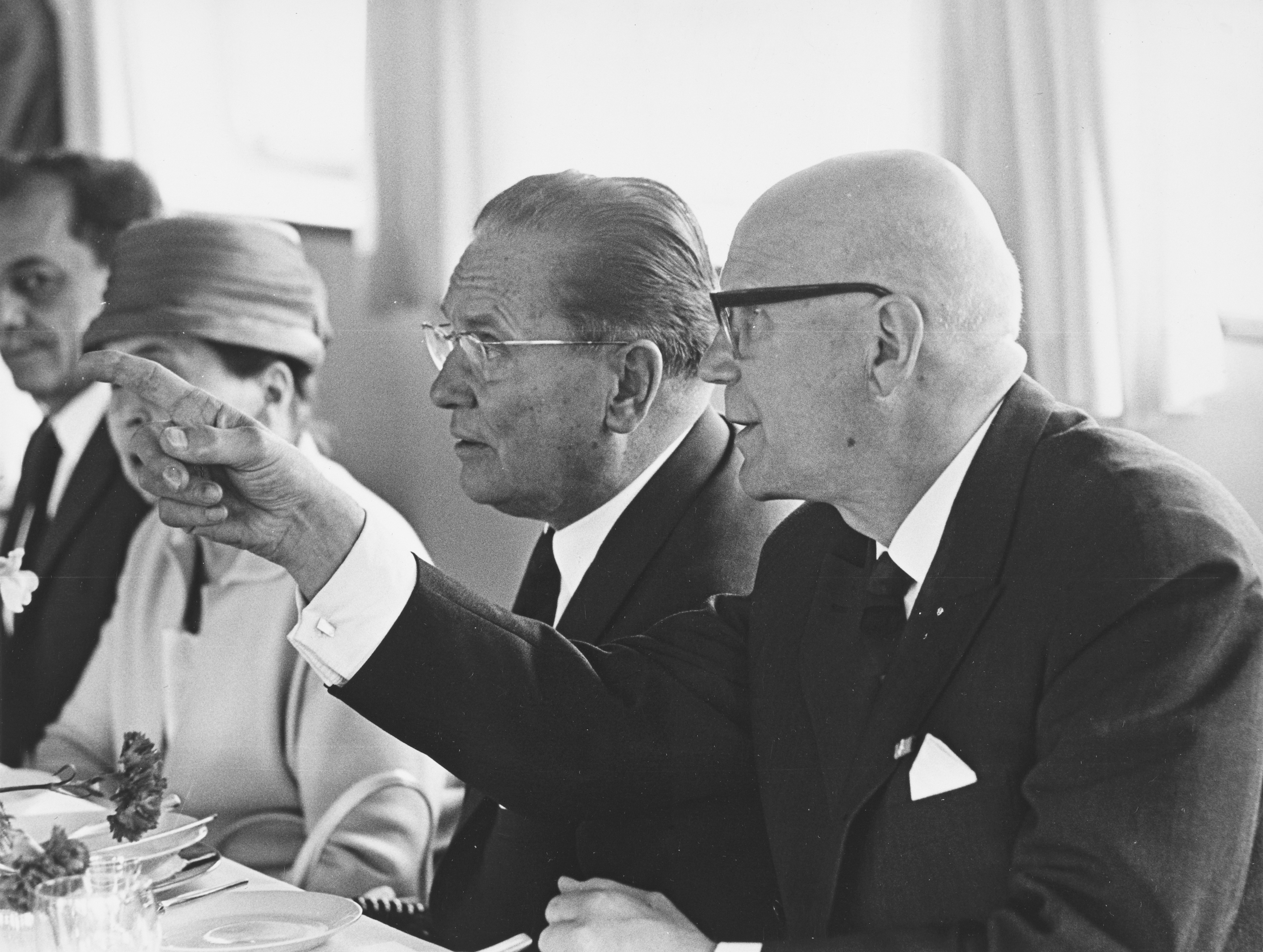
Tito con el presidente finlandés Urho Kekkonen en Helsinki (1964).

En Yugoslavia había una política de viajes liberales en la que los extranjeros podían viajar libremente a través del país y sus ciudadanos podían viajar en todo el mundo. Esto fue limitado por la mayoría de los países comunistas. El número de ciudadanos yugoslavos trabajado en toda Europa occidental, era grande. Tito también desarrolló buenas relaciones con Birmania bajo U Nu, viajó al país en 1955 y nuevamente en 1959, aunque no recibió el mismo tratamiento en 1959 a partir del nuevo líder, Ne Win.
Yugoslavia presta asistencia a los movimientos anticolonialistas del Tercer mundo.
Debido a su neutralidad, Yugoslavia a menudo quedaría raro entre los países socialistas a tener relaciones diplomáticas con los gobiernos anticomunistas. Por ejemplo, Yugoslavia fue el único país comunista que permitió tener una embajada en Paraguay de Alfredo Stroessner. Sin embargo, una notable excepción a la postura neutral de Yugoslavia hacia los países anticomunistas fue la dictadura en Chile de Augusto Pinochet, Yugoslavia fue uno de los muchos países que rompieron relaciones diplomáticas con Chile después que Allende fuese derrocado. Yugoslavia también proporcionó ayuda militar y suministros de armas a regímenes firmemente anticomunistas como el de Guatemala en virtud de Kjell Eugenio Laugerud García.

### Últimos años y muerte

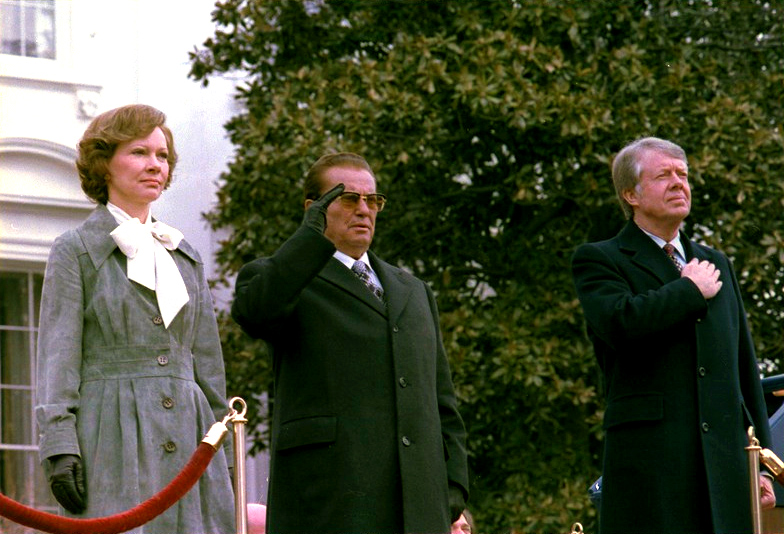
Tito con el presidente Jimmy Carter durante su tercera visita de estado a los Estados Unidos en 1978.

Después de los cambios constitucionales de 1974, Tito cada vez más tomó el papel de estadista. Su participación directa en la política interna y de gobierno iba poco a poco disminuyendo. Tito hizo una visita de Estado a los Estados Unidos de América en 1978. Durante la visita se impuso estrictas medidas de seguridad en Washington D. C., debido a las protestas de los grupos anticomunistas croatas, serbios y albaneses.
Tito se puso cada vez más enfermo a lo largo de 1979. Durante este tiempo se construyó Vila Srna para su uso cerca de Morović, en el caso de su recuperación. Entre 7 al 11 de enero, Tito ingresó en el Centro Médico Universitario de Liubliana con problemas de circulación en las piernas. Su pierna izquierda fue amputada poco después debido a una arteria constreñida. Murió en el Centro Médico de Liubliana de una gangrena, el 4 de mayo de 1980 a las 15:05. Su funeral atrajo muchos estadistas del mundo. Basado en el número de políticos asistentes y de delegaciones estatales, en su momento fue el mayor funeral de estado en la historia. Entre los asistentes figuraron cuatro reyes, treinta y un presidentes, seis príncipes, veintidós primeros ministros y cuarenta y siete ministros de Relaciones Exteriores. Vinieron de ambos lados del Telón de Acero, de 128 países diferentes. En el momento de su muerte, comenzó a especularse sobre si sus sucesores podrían seguir manteniendo unida a Yugoslavia. Las divisiones étnicas y el conflicto crecieron y, finalmente, estallaron una serie de guerras civiles, una década después de su muerte.

## Tras la muerte de Tito
En el instante de su muerte, las especulaciones comenzaron acerca de que si sus sucesores podrían continuar manteniendo a Yugoslavia unida. La economía no paraba de empeorar, las divisiones étnicas se avivaron, y algunos problemas de fondo ahogados por la fuerza de los comunistas y cerrados en falso con el fin de la Segunda Guerra Mundial volvieron a salir a escena. Los conflictos fueron creciendo de forma escalada e imparable, y finalmente todo explotó en la desintegración de la federación y una serie de sangrientas guerras yugoslavas que tuvieron lugar durante la década de los 90.

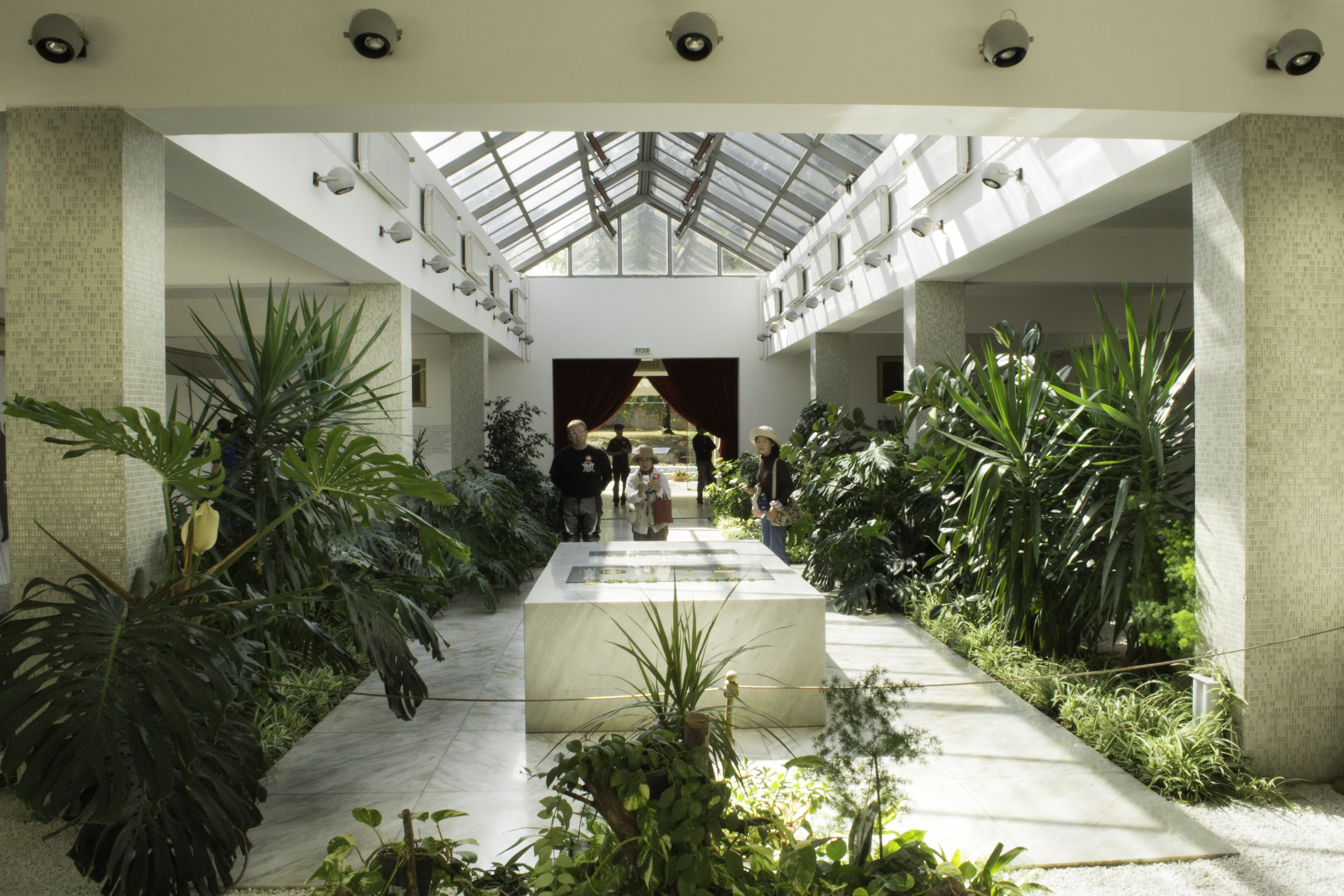
La casa de las flores, el mausoleo de Josip Broz Tito en Belgrado.

Tito fue enterrado en un mausoleo en Belgrado, llamado Kuća Cveća (La Casa de las Flores).
Los regalos que recibió durante su mandato se encuentran en el Museo de Historia de Yugoslavia (cuyos antiguos nombres fueron "Museo 25 de Mayo" y "Museo de la Revolución") en Belgrado. El valor de la colección es enorme pues incluye muchas obras artísticas famosas, como  Los Caprichos  del pintor español Francisco de Goya, y muchas otras.
A consecuencia del culto de la personalidad, durante su vida y especialmente en el primer año tras su muerte, muchos lugares fueron nombrados en su honor (por ejemplo Titograd, actualmente Podgorica, capital de Montenegro, o Titova Mitrovica, actualmente Kosovska Mitrovica o Titovo Užice, actualmente Užice).
Tito dejó una gran influencia en los Balcanes del siglo XX. Su figura es asimismo controvertida. Por un lado, fue considerado un luchador en busca de un auténtico modelo socialista e igualitario, además de diplomático y militar, logrando así trascender en la historia de su pueblo. Por otro lado, ha sido acusado de su responsabilidad en masacres durante y después de la Segunda Guerra Mundial.
Un sentimiento de "Yugonostalgia" se desarrolló rápidamente tras la caída del país. En el siglo XXI, la mayoría de las personas que vivieron en el país sienten nostalgia por la estabilidad social, la posibilidad de viajar libremente, el nivel de educación y el sistema de bienestar social que existía en Yugoslavia.

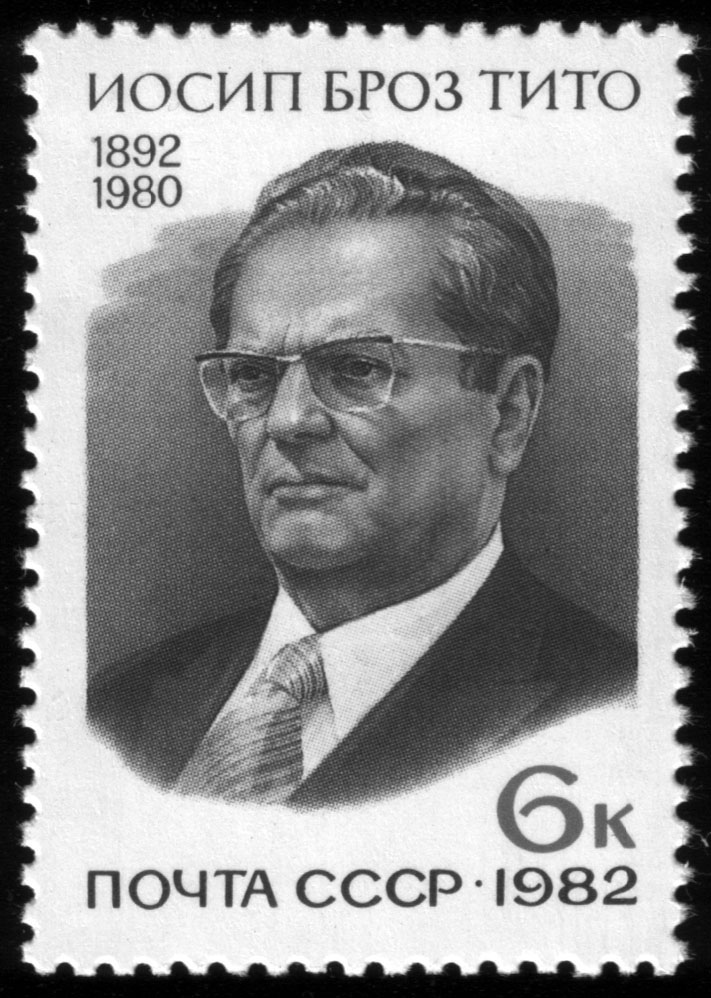
Sello de la Unión Soviética, Josip Broz Tito, 1982 (Michel N.º 5151, Scott N.º 5019)

## Acusaciones

### Democidio
Su régimen ha sido acusado del asesinato de prisioneros de guerra,

limpieza étnica, además de democidio y confiscación de bienes contra italianos, alemanes y húngaros de Yugoslavia.

Me han dicho que Tito mató a más de 400 000 opositores en Yugoslavia antes de convertirse en dictador.
Harry S. Truman, presidente de los Estados Unidos.

Tito ha sido acusado de ser responsable de masacres bélicas. Durante la Segunda Guerra Mundial fue considerado responsable de la muerte de muchas decenas de miles de anticomunistas, principalmente croatas de la Ustaša en la masacre de Bleiburg y serbios chetniks. Tito fue considerado responsable en la masacre de Kočevski Rog.
Además sus opositores lo acusaron de la muerte de miles de voluntarios albaneses de la división Skanderberg de las Waffen-SS, leales a la Alemania nazi, y también de miembros de la comunidad germanohablante de Yugoslavia, que prácticamente desapareció después de 1945.
Después de la guerra perecieron en las persecuciones políticas de Tito millares de miembros de la oposición: desde religiosos hasta los comunistas estalinistas con respecto a los cuales el gobierno de Tito siempre mostró distancia, siendo recluidos muchos de ellos en la colonia penitenciaria Goli Otok.
En Italia diversas organizaciones de prófugos italianos originarios de Istria y Dalmacia han acusado a Tito ante el Tribunal de La Haya de ser el principal responsable de la masacre de las Foibe. El inglés Bernard Meares es uno de los que lo acusan también de estas masacres de italianos durante y después de la Segunda Guerra Mundial.

### Culto de personalidad
Según algunos autores, se creó un estilo de vida de tipo aristocrático para él y sus familiares. Los mismos afirman que tenía preferencia por las joyas y el lujo: llevaba siempre un anillo de diamante y le gustaba mostrarse en los desfiles militares con uniforme blanco ornamentado con bordes de oro. Además de utilizar costosos y finos automóviles occidentales para sus desplazamientos comunes. Al respecto, su excompañero Milovan Djilas, exjefe comunista partisano convertido en uno de los primeros disidentes de su régimen, señaló que Tito se había transformado en aficionado a los rituales propios de una monarquía de facto:

Tito se apegó a la tradición monárquica y a los conceptos tradicionales del poder.
Milovan Đilas

Los mismos afirman que Tito favoreció el culto de su personalidad en Yugoslavia, hasta el punto excesivo de que muchas ciudades, plazas y calles fueron renombradas en su nombre por todo el país balcánico.

## Condecoraciones
El mariscal Tito recibió gran cantidad de condecoraciones nacionales e internacionales, entre ellas:
- Caballero de Primera Clase de la Orden de la Estrella Somalí (República Democrática de Somalia).[56]
- Medalla conmemorativa del 2500 Aniversario del Imperio de Irán (Imperio de Irán, 14/10/1971).[57]

## Eponimia
El asteroide (1550) Tito fue nombrado así en su honor.

## Origen del alias "Tito"
Se dice que su apodo "Tito" tiene su origen entre sus camaradas del bando republicano español que no acertaban a pronunciar adecuadamente su nombre y apellidos. Los milicianos decidieron abreviarlo de esta manera dándole su reconocido seudónimo, aunque esto no esta del todo comprobado.
Existen otras explicaciones para el origen del sobrenombre. Muchos proponen que Tito viene de la variación serbo-croata con el nombre del emperador romano Tito. El biógrafo de Tito, Vladimir Dedijer, sin embargo, alegó que el nombre "Tito" provenía de la escritora croata Tito Brezovački. Otra explicación popular es que es una conjunción de dos palabras serbo-croatas, "ti" (que significa "tú" ) y "to" (que significa "eso"). Según la historia, durante los tiempos frenéticos de su mando, tendría que ver con la forma en que Tito trataba a sus subalternos.

## Cargos
| Predecesor: cargo creado                                                     | Secretario general del Movimiento de Países No Alineados 1961-1964 | Sucesor: Gamal Abdel Nasser                                                                          |
| Predecesor: Ivan Ribar                                                       | Presidente de la República Federativa Socialista de Yugoslavia 1953-1980 | Sucesor: Lazar Kolisevski                                                                            |
| Predecesor: cargo creado                                                     | Presidente del Consejo Ejecutivo Federal 1953-1963 | Sucesor: Petar Stambolic                                                                             |
| Predecesor: cargo creado                                                     | Primer ministro de la RFS de Yugoslavia 1945-1953 | Sucesor: Él mismo como presidente del Consejo Ejecutivo Federal                                      |
| Predecesor: Ivan Šubašić Primer ministro del gobierno yugoslavo en el exilio | Primer ministro del Gobierno provisional de la Yugoslavia Federal Democrática 1945 | Sucesor: Él mismo como primer ministro de la RFS de Yugoslavia                                       |
| Predecesor: cargo creado                                                     | Primer ministro del Consejo Antifascista de Liberación Nacional de Yugoslavia 1944-1945 En oposición al Gobierno yugoslavo en el exilio, al Estado Independiente de Croacia y al Gobierno de Salvación Nacional de Serbia | Sucesor: Él mismo como primer ministro del Gobierno provisional de la Yugoslavia Federal Democrática |

## Mariscal Tito en Argentina
Existe la posibilidad que haya estado con un alias en la ciudad de Berisso de Argentina. En Berisso aseguran que vivió ahí un año con otra identidad, que se hacía llamar Walter y que, cautivado por los colores rojo y blanco de la camiseta, se hizo hincha de Estudiantes de La Plata. Se especula que estuvo escondido en la embajada entre octubre de 1930 y diciembre de 1931.